# Kallídhromon
Kallídhromon (Kallidromo) är en ort i Grekland.   Den ligger i prefekturen Fthiotis och regionen Grekiska fastlandet, i den centrala delen av landet, 120 km nordväst om huvudstaden Aten. Kallídhromon ligger 315 meter över havet och antalet invånare är 168.
Terrängen runt Kallídhromon är lite bergig. Runt Kallídhromon är det ganska glesbefolkat, med 25 invånare per kvadratkilometer. Närmaste större samhälle är Amfíkleia, 12,1 km sydväst om Kallídhromon. 